# 司徒文俊
司徒文俊（Szeto Man Chun，1975年6月5日—），生於香港，已退役香港足球運動員，司職防守中場，持有亞洲足協專業級教練牌照，現時擔任香港超級聯賽球會 理文助教。他亦曾出任東方龍獅和香港U23主教練，與在英格蘭足球冠軍聯賽球會韋根出任管理職務。

## 球員生涯
司徒文俊生於香港，於1990年由時任南華青年軍教練盧紹昌帶他出身，及後他獲當時南華主教練黃文偉從青年軍提攜上甲組，1993年外借到好易通。
2000年2月10日，他於對新加坡國家隊的比賽中首次代表香港參與國際賽事。
在17年甲組生涯效力過8間球會，無論在球會或香港隊總會得到教練重用，到34歲雖然仍有球會斟介，但他把握機會轉型做教練。

## 教練生涯
2000年，司徒文俊考取亞洲足協C級教練牌照，在2004至08年效力傑志時，會方讓司徒文俊有機會在黃大仙區隊和傑志青年軍展開教練工作。
2009年10月，他退役後獲前足總教練培訓經理陳曉明鼓勵，全職出任足總教練及後，再獲陳曉明給予機會擔任教練導師，同年獲香港足球總會聘請他為青少年技術及發展助理主任。
2010年7月，司徒文俊獲得委任為香港聯賽選手隊助理教練，至2011年3月再獲委任為香港U21代表隊主教練。
2013年5月28日，香港足球總會委任司徒文俊為香港足球代表隊行政經理。直到2016年11月，他決定離開任職7年的香港足球總會，轉輾擔任港超聯球會東方龍獅的副總監兼助教。
2017年5月27日，東方宣佈司徒文俊暫代負笈海外專注進修的陳婉婷，擔任球隊主教練一職。可是他在2018年1月19日提出請辭，並獲得球會接納，而經會方挽留後，他留隊擔任行政經理，及後升任為副總監，最後在2019年夏天因東方管理層大變下離隊。
2020年1月，司徒文俊離港發展，將加盟英冠球會威根，出任管理職務。
2022年8月2日，港超聯球隊香港U23在Facebook專頁宣布，司徒文俊正式加盟球隊，並於新季頂替張健峰擔任主教練。
2024年7月，司徒文俊在香港U23解散後加入港超聯球隊理文教練團任助教。由於亞足聯冠軍聯賽二級聯賽賽規規定主教練需具備亞洲足協專業級教練牌照，所以司徒文俊頂替不符合賽規要求的主教練曾昭達在亞冠二賽事中擔任主教練一職。

## 評述生涯
2008年起，司徒文俊在有線電視擔任足球評述員，評述過意大利甲組足球聯賽及世界盃等。

## 生涯數據

### 執教生涯
最後更新：2024年11月6日
| 球會         | 由            | 至            | 紀錄 | 紀錄 | 紀錄 | 紀錄 | 紀錄 | 紀錄 | 紀錄 | 紀錄  |
| 球會         | 由            | 至            | G    | W    | D    | L    | GF   | GA   | GD   | 勝率  |
| ------------ | ------------- | ------------- | ---- | ---- | ---- | ---- | ---- | ---- | ---- | ----- |
| 東方龍獅     | 2017年5月27日 | 2018年1月19日 | 15   | 6    | 1    | 8    | 18   | 25   | −7   | 40.00 |
| 香港U23      | 2022年8月2日  | 2024年5月26日 | 60   | 4    | 7    | 49   | 35   | 187  | −152 | 06.67 |
| 理文（助教） | 2024年7月16日 | 現今          | 4    | 0    | 0    | 4    | 2    | 10   | −8   | 00.00 |
| 總共         | 總共          | 總共          | 79   | 10   | 8    | 61   | 55   | 222  | −167 | 12.66 |